# Драчевица (жупа)
Ова жупа је припадала приморским жупама Травуније (поред: Рисна, Конавла и Жрновице), а налазила се изнад данашњег Херцег Новог (некадашњег трга Нови, основаног од стране босанског краља Твртка I, 1382, под именом Свети Стефан). По подјели Травуније извршеној од стране Константина Порфирогенита на: праву Травунију и Конавле, Драчевица је спадала у ову прву. Наиме, у De administrando imperio, наводи се да у Травунији постоји друга земља, звана Конавле, док De ceremoniis aulae byyantinae, тј. Спис о церемонијама, разликује архонта Травуније од архонта Конавала. Међутим, ова подјела Травуније не постоји у Барском родослову , гдје су Конавле само жупа Травуније, без обзира што су били далеко најважнија жупа.
Драчевица је добила име по словенској ријечи драч (ситно, трновито жбуње) што одговара и данашњој оклини тог краја. Жупа се дијелила на три поља: Суторину (са ријеком Суторином и потоком Тртор, на којем је данас насеље Суторина) Камено поље (данас насеље Камено) и Кутско поље (са Кутским потоком, који предио је данас насеље Кути). Камено или Каменско поље, повучено у брда било је мање је значајно од друга два. Кутско поље је представљало центар жупе, а изнад њега се налазе рушевине цркве св. Томе , из IX вијека. Изнад Суторинског поља, у данашњем насељу Сушћепану, налази се црква св. Стевана, из IX вијека. Дуж обале је кроз жупу пролазио римски пут , а одвајао се од мора долином Суторине, ка Конавлима. Тјеснац Вериге (Catena) у Боки Которској , који је скраћивао пут из Дукље до Травуније, налазио се на путу између жупе Драчевице и сусједне жупе Рисна. Није потврђено да је плодно поље (настањено почетком IX вијека) око Бијеле (између Рисна и Драчевице) припадало некој од ове двије жупе. Драчевицом су владали травунијски жупани и кнежеви, од почетка IX вијека. Након Часлава Клонимировића , попут цијеле области, била је у вазалном односу, под Византијом. По писцу Барског родослова , први покушај да се сусједна, дукљанска држава, осамостали након пада државе македонских Словена, дошао је током 1018. године, баш из Травуније, преко Драчевице. Драгомир, стриц дукљанског кнеза Владимира (убијеног на превару у Преспи, двије године раније) спустио се са војском у Боку Которску, прешао Вериге и заузео Дукљу. Међутим, романски градови на обали, нијесу се лако мирили са словенском влашћу. На градски патрицијат се нарочито ослањала византијска политика. Драгомира убијају Которани на острву св. Гаврила (Св. Марко) код Тивта , у цркви арханђела Гаврила.

## У држави Зети
Када је у Дукљи извојевана самосталност (1042 – 1043. године) њен владар, Стефан Војислав, проширује своју власт на Травунију и Захумље. Након смрти кнеза Војислава, подупирана од стране Византије, Травунија је давала јак отпор дукљанској власти. Радослав није ни покушао поновно освајање Травуније, бојећи се да ће му остала браћа отуђити земљу у Зети. По писцу Барског родослова, припрема Византије да спроведе офанзиву против Дукље, у циљу помоћи Травунији и спречавања ширења Дукље, утицала је да браћа у Зети склопе уговор¹. Када је Зета 1077. године постала прва српска краљевина, у њеном саставу се налазила и Травунија, са Драчевицом.

## Жупа у Србији Немањића
Жупа се налазила у средњовјековној држави Србији скоро два вијека, од времена Стефана Немање , до 1373. године. Са титулом великог жупана, али и почасном титулом „краља“ Диоклитије, Далмације, Требиња, Топлице и Хвосна (између осталог и по натпису са цркве св. Луке, у Котору, из 1195. године) Вукан Немањић, син врховног владара и великог жупана, Стефана Немање, добија самим тим на управу и жупу Драчевицу. Као велики жупан и „краљ“ наведених области, у држави врховног владара Стефана Владислава I Немањића , помиње се Ђорђе Немањић (син Вукана Немањића) у чије су вријеме, 1241. године, Монголи преко Далмације и жупе Драчевице продрли у Зету и похарали Котор, Свач и Дриваст. Стефан Вукановић Немањић (градитељ манастира Мораче, у 1251 – 1252. години) такође је „краљ“ ових области, као и краљица Јелена (мајка краља Милутина) која је „поморском земљом“ уорављала тридесетак година. „Поморском земљом“ (Зетом и осталим приморским областима) су управљали и српски престолонаследници („ млади краљеви“) Стефан и Душан. Послије смрти, кнеза Војислава Војиновића (око 1350. ставилац на двору Стефана Душана и наследник свог брата, великог хумског жупана Алтомана Војиновића, а током година распада српског царства, најмоћнији обласни господар у тзв. Рашкој земљи) појављује се његов братанић Никола (Милоша) Алтомановић (Војиновић). У сукобима са стричевом удовицом, књегињом Гоиславом, између осталих подручја, осваја и жупу Драчевицу (око јесени 1367 – краја 1368. године). Након пропасти Николе Алтомановића (Војиновића) у сукобу са Коалицијом (бан Твртко, кнез Лазар и угарски краљ Лудвиг Први) долази до подјеле његових посједа од стране побједника, а ослијепљени Никола, као изгнаник (и последњи изданак угледне породице Војиновића) завршава у једном манастиру у Зети.

## Жупа у Зети и Босни
Жупа Драчевица је била у држави Балшића четири године, а у босанској краљевини од 1377. до њене пропасти. Године 1373. након упада Ђурђа I Балшића, жупе Драчевица, Конавле и Требиње припајају се Зети. Међутим, 1377 (годину прије смрти господара Зете) након отказивања послушности у наведеним жупама, исте преузима босански бан (од октобра 1377. краљ) Твртко I. Ђурђев наследник , Балша II Балшић, гајио је у току своје владавине (1378—1385) велико супарништво и непријатељство са краљем Босне, не само око Котора, већ и Драчевице, Конавља и Требиња.

### Трг Нови (Свети Стефан)
На територији, коју је Балша II покушавао да поврати од Босне, у прољеће 1382. године, у циљу трговине (посебно сољу) босански краљ Твртко I Котроманић, поред рјечице Суторине, на улазу у Боку Которску, полаже темеље трга Новог. Назвао га је именом „Свети Стефан“(који назив није прихватан у народу). Годину дана по формирању Новог, Балша II
са војском врши упаде у Драчевицу и Конавље, али не успијева да их припоји зетској држави. Нови и жупа Драчевица, у сљедећих педесет година, у босаснској држави губе значај, обзиром да је краљ Твртко I попустио под притисцима Дубровчана и одустао од трговине сољу. Тако је било до појаве херцега Стефана Вукчића Косаче. У оквиру Босне, жупа Драчевица и трг Нови ће бити у Великом Војводству Сандаља Хранића Косаче, потом Великом Војводству и Херцештву од Св, Саве (Стефана Вукчића Косаче). Под притиском Турака, који су заузели Босну и његове земље, херцег Стефан Вукчић Косача је своје последње уточиште потражио у уском приморско подручју (жупа Драчевица) и Херцег Новом (који су Османлије заузеле 1483. године).
¹Уговор је препричан у Барском родослову и представља најстарији познати званични уговор у српској историји. Ово препричавање се не може сматрати као аутентичан уговор (споразум) браће. У овом договору, Михаило и Саганек се заклињу Радославу, пред властелом, да су он и његови наследници господари Зете - и Травуније - ако је могу заузети.